# Terelabrus rubrovittatus
Terelabrus rubrovittatus - gatunek ryby z rodziny wargaczowatych, jedyny przedstawiciel rodzaju Terelabrus. 

## Występowanie
Ocean Spokojny (Nowa Kaledonia i Indonezja).

## Charakterystyka
Dorasta do 10 cm długości.